# Йоганна Софія Гогенлое-Лангенбурзька
Йоганна Софія Гогенлое-Лангенбурзька (нім. Johanna Sophie zu Hohenlohe-Langenburg, 16 грудня 1673 — 18 серпня 1743) — представниця німецької знаті XVII—XVIII століття, донька графа Генріха Фрідріха Гогенлое-Лангенбурзького та Юліани Доротеї Кастел-Ремлінгенської, дружина графа Шаумбург-Ліппського Фрідріха Крістіана.

## Біографія
Йоганна Софія народилась 16 грудня 1673 року у Лангенбурзі. Вона була шостою донькою та одинадцятою дитиною в родині графа Гогенлое-Лангенбурзького Генріха Фрідріха та його другої дружини Юліани Доротеї Кастел-Ремлінгенської.
Її змальовували як красиву та здібну у навчанні дівчину.
У 17 років була пошлюблена із графом Шаумбург-Ліппським Фрідріхом Крістіаном, що був вдвічі старшим за неї. Весілля відбулося 4 січня 1691 у Лангенбурзі. У подружжя народилося шестеро дітей. На початку сімейного життя Йоганні дозволялось супроводжувати чоловіка у його подорожах. Проте, згодом він все частіше залишав її одну. Після виникнення розбіжностей, графиня забрала синів і переїхала до Ганноверу. Там вона потоваришувала із принцесою Кароліною, а після її шлюбу — стала фрейлиною англійського двору. Старший син Йоганни у 1721 році одружився із позашлюбною донькою короля Георга I, Маргаритою Гертрудою Оєнхаузенською.
Із чоловіком Йоганна офіційно розлучилася у 1723 році. За два роки Фрідріх Крістіан одружився із своєю коханкою Марією Анно фон Галл.
Померла у віці 69 років у Штадтгагені 18 серпня 1743 року. Похована у місцевому мавзолеї.

## Родина
Чоловік — Фрідріх Крістіан, граф Шаумбург-Ліппський
Діти:
- Фрідріх Авґуст (1693—1694) — помер немовлям;
- Вільгельм Людвіґ (6 липня—3 листопада 1695) — помер немовлям;
- Софія Шарлотта (1696—1697) — померла немовлям;
- Філіп (1697—1698) — помер немовлям;
- Альберт Вольфґанґ (1699—1748) — граф Шаумбург-Ліппський, був двічі одружений, мав двох синів;
- Фрідріх Карл Людвіґ (1702—1776) — граф Шаумбург-Ліппе-Бюкебурзький.